# Guépard (navire)
Pour les articles homonymes, voir Guépard (homonymie).
Le Guépard est un bâtiment-école de type Léopard de la Marine nationale française. Il sert à la formation à la conduite nautique des officiers et officiers-mariniers navigateurs. Son numéro de coque est A 752. Il peut intervenir aussi pour la lutte anti-pollution.
Le Guépard est parrainé depuis le 15 juin 1985 par la ville des Sables-d'Olonne.

## Construction
Le Guépard est le 5e d'une série de huit navires identiques construits de 1981 à 1983 et portant tous des noms de fauves. Le premier est le Léopard (A 748), puis viennent la Panthère (A 749), le Jaguar (A 750), le Lynx (A 751), le Guépard (A 752), le Chacal (A 753), le Tigre (A 754) et le Lion (A 755).